# Kup Hrvatske u dvoranskom hokeju za žene 2006.
Kup Hrvatske u dvoranskom hokeju za 2006. za žene. Kup su osvojile igračice Zrinjevca.
Zbog malog broja registriranih klubova, igrala se samo jedna utakmica, 23. prosinca 2006., koji je ujedno bio i završnični susret.
Sudionice završnice su bile dvije postave hokejašica Zrinjevca.
Igračice "Zrinjevca Hekle" su pobijedile igračice "Zrinjevca 2" tek nakon izvođenja sedmeraca. U regularnom dijelu bilo je 2:2 (0:0), a na sedmerce 4:3.